# Western Open féminin de golf
Le Western Open est un tournoi annuel de golf féminin américain disputé de 1930 à 1967. Tournoi prestigieux, il est classé à la fondation du LPGA Tour en 1950 parmi les trois majeurs féminins avec l'Open américain et le Championnat Titleholders, et les lauréates du tournoi de 1930 à 1949 sont considérées a posteriori comme lauréates d'un tournoi majeur.
Il se déroule sur un parcours différent chaque année à travers les États-Unis et a vécu sous deux formats : 
- de 1930 à 1954 sous forme de match-play ;
- de 1954 à 1967 sous forme de stroke-play.

Son palmarès comprend de grands noms du golf féminin avec Patty Berg (sept fois victorieuses), Babe Zaharias et Louise Suggs (quatre fois victorieuses) ou encore Mickey Wright (trois fois victorieuse). Toutes les femmes victorieuses de ce tournoi ont été américaines.

## Histoire

### 1930: Création du tournoi
Le Western Open  est créé en 1930 sur l'initiative du « Women's Western Golf Association ». Il est établi sous le format de match-play, format qui est retenu jusqu'en 1954, et constitue l'un des tournois les plus importants du golf féminin dès sa création. La première lauréate est Lucia Mida suivie les années suivantes par June Beebe, Jane Weiller, Marian McDougall, Opal Hill et Bea Barrett . En 1937, Helen Hicks devient la première professionnelle à le remporter, le professionnalisme faisant son apparition dans le golf féminin ces années-là, elle est suivie d'Helen Dettweiler en 1939.
Le tournoi est maintenu durant la Seconde Guerre mondiale et voit les futurs golfeuses qui régneront sur la LPGA s'imposer telles Babe Zaharias, Patty Berg, Betty Jameson , puis après la guerre avec Louise Suggs.

### 1950: Intégration au LPGA et accession au statut de tournoi majeur

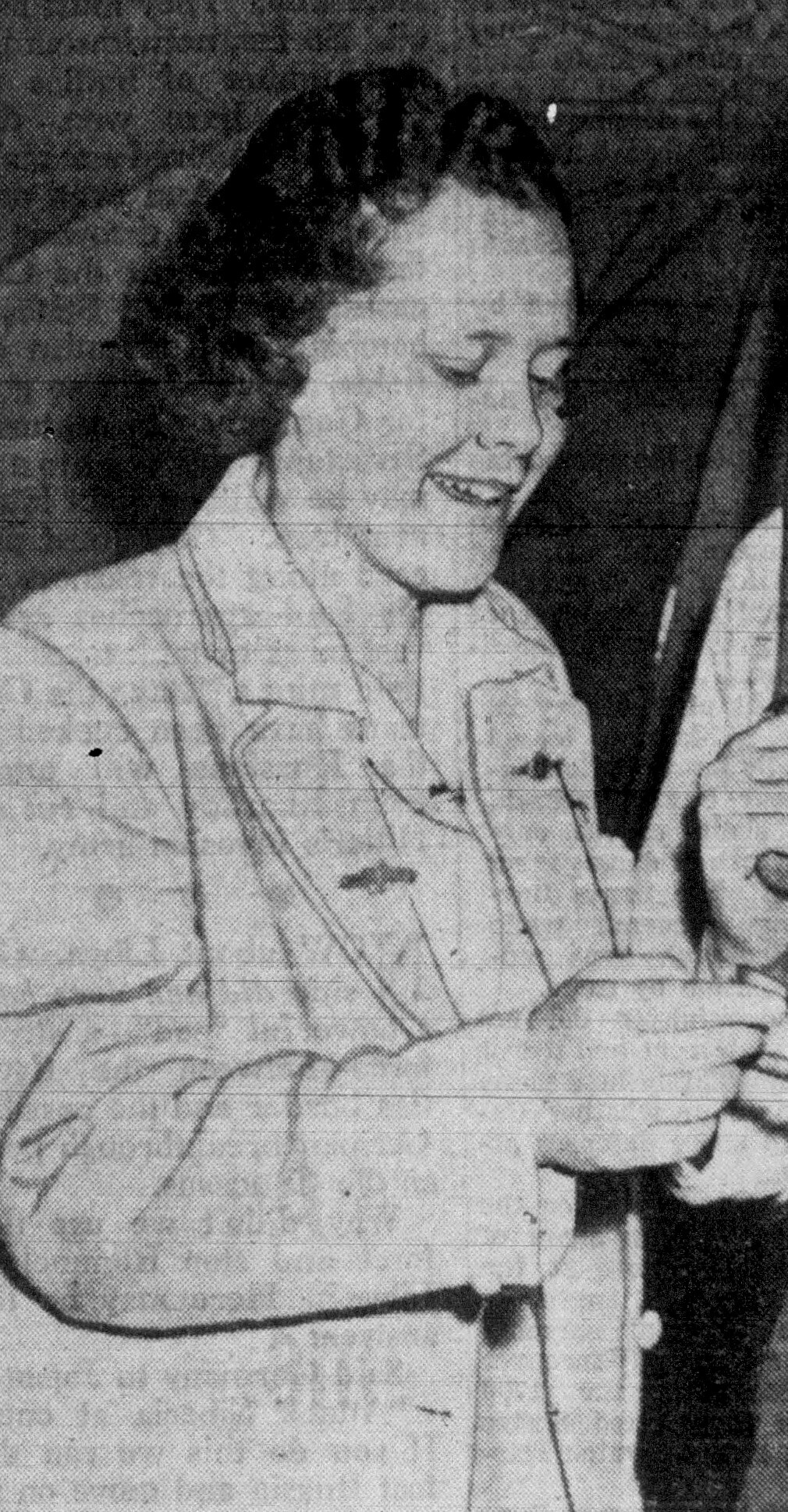
Patty Berg est la golfeuse la plus victorieuse de ce tournoi avec sept titres entre 1941 et 1958.

En 1950, la Ladies Professional Golf Association est créée par l'initiative de treize membres fondateurs. Le calendrier est organisé autour de quinze tournois lors de la première édition et trois tournois sont désignés comme « tournoi majeur » en raison de leur prestige. Le Western Open y est sélectionné en tant que tournoi majeur à l'instar de l'Open américain et le Championnat Titleholders.  La LPGA rétroactivement décide de considérer toutes les éditions depuis 1930 du Western Open comme tournoi majeur et compté comme tel dans les palmarès des lauréates. Le Western Open conserve cette reconnaissance de tournoi majeur jusqu'à sa dernière édition 1967.
De 1950 à 1954, le tournoi continue de se disputer sous le format de match-play alors que la plupart des tournois du LPGA se dispute en stroke-play. Il partage cette particularité avec l'Open du Texas et l'Open Hardscrabble. Il voit les victoires de Babe Zaharias, Patty Berg, Betsy Rawls, Louise Suggs et Betty Jameson. Mais en 1954.

### 1955-1967: Changement de format et passage au stroke-play
En 1955, le Western Open change de format et se conforme à l'ensemble des tournois du circuit LPGA en abandonnant le format de match-play pour devenir un tournoi en stroke-play. Il garde son statut de tournoi majeur où désormais le nombre est passé à quatre cette même année : L'Open américain, le Championnat Titleholders et le Championnat LPGA.
Gardant ce prestige, les meilleures golfeuses de la LPGA s'inscrivent leur nom à son palmarès avec Patty Berg et un nombre record de sept victoires faisant d'elle la golfeuse le plus titré du tournoi, Mickey Wright et ses trois titres mais également Beverly Hanson, Betsy Rawls, Joyce Ziske, Mary Lena Faulk, Carol Mann et Kathy Whitworth, dernière lauréate du tournoi en 1967.
Des quatre tournois majeurs, le Western Open et le moins doté avec le Championnat Titleholders, tandis que L'Open américain et le Championnat LPGA offre de meilleures dotations, dont l'écart financier se creuse à chaque édition.
En 1966, le Championnat Titleholders disparaît du calendrier, ne laissant l'édition 1967 avec seuls trois tournois majeurs, mais le Western Open est supprimé du calendrier l'année suivante en 1968 ne laissant désormais au calendrier LPGA la présence de deux seuls tournois majeurs.

## Palmarès
| Année | Vainqueur                | Finaliste Second               |
| ----- | ------------------------ | ------------------------------ |
| 1930  | Lucia Mida - (a.)        | June Beebe - (a.)              |
| 1931  | June Beebe - (a.)        | Mme Melvin Jones - (a.)        |
| 1932  | Jane Weiller - (a.)      | June Beebe - (a.)              |
| 1933  | June Beebe (2) - (a.)    | Jane Weiller - (a.)            |
| 1934  | Marian McDougall - (a.)  | Mme Guy Riegel - (a.)          |
| 1935  | Opal Hill - (a.)         | Mme S.L. Reinhart - (a.)       |
| 1936  | Opal Hill (2) - (a.)     | Mme Charles Dennehy - (a.)     |
| 1937  | Betty Hicks              | Bea Barrett - (a.)             |
| 1938  | Bea Barrett - (a.)       | Helen Hofmann                  |
| 1939  | Helen Dettweiler         | Bea Barrett - (a.)             |
| 1940  | Babe Zaharias - (a.)     | Mme Russell Mann               |
| 1941  | Patty Berg               | Olga Strashun Weil             |
| 1942  | Betty Jameson - (a.)     | Phyllis Otto                   |
| 1943  | Patty Berg (2)           | Dorothy Kirby - (a.)           |
| 1944  | Babe Zaharias (2) - (a.) | Dorothy Germain - (a.)         |
| 1945  | Babe Zaharias (3) - (a.) | Dorothy Germain - (a.)         |
| 1946  | Louise Suggs - (a.)      | Patty Berg                     |
| 1947  | Louise Suggs (2) - (a.)  | Dorothy Kirby - (a.)           |
| 1948  | Patty Berg (3)           | Babe Zaharias                  |
| 1949  | Louise Suggs (3)         | Betty Jameson                  |
| 1950  | Babe Zaharias (4)        | Peggy Kirk                     |
| 1951  | Patty Berg (4)           | Patricia O'Sullivan - (a.)     |
| 1952  | Betsy Rawls              | Betty Jameson                  |
| 1953  | Louise Suggs (4)         | Patty Berg                     |
| 1954  | Betty Jameson (2)        | Louise Suggs                   |
| 1955  | Patty Berg (5)           | Fay Crocker Louise Suggs       |
| 1956  | Beverly Hanson           | Louise Suggs                   |
| 1957  | Patty Berg (6)           | Wiffi Smith                    |
| 1958  | Patty Berg (7)           | Beverly Hanson                 |
| 1959  | Betsy Rawls (2)          | JoAnne Gunderson Patty Berg    |
| 1960  | Joyce Ziske              | Barbara Romack                 |
| 1961  | Mary Lena Faulk          | Betsy Rawls                    |
| 1962  | Mickey Wright            | Mary Lena Faulk                |
| 1963  | Mickey Wright (2)        | Kathy Whitworth                |
| 1964  | Carol Mann               | Ruth Jessen Judy Kimball-Simon |
| 1965  | Susie Maxwell            | Marlene Hagge                  |
| 1966  | Mickey Wright (3)        | Margie Masters Jo Ann Prentice |
| 1967  | Kathy Whitworth          | Sandra Haynie                  |

## Multiples victoires
| Golfeuses     | Total | Éditions                                   |
| ------------- | ----- | ------------------------------------------ |
| Patty Berg    | 7     | 1941, 1943, 1948, 1951, 1955, 1957 et 1958 |
| Babe Zaharias | 4     | 1940, 1944, 1945 et 1950                   |
| Louise Suggs  | 4     | 1946, 1947, 1949 et 1953                   |
| Mickey Wright | 3     | 1962, 1963 et 1966                         |
| June Beebe    | 2     | 1931 et 1933                               |
| Opal Hill     | 2     | 1935 et 1936                               |
| Betty Jameson | 2     | 1942 et 1954                               |
| Betsy Rawls   | 2     | 1952 et 1959                               |